# Wostotschnaja Liza
Die Wostotschnaja Liza (russisch Восточная Лица, wörtliche Übersetzung: „Östliche Liza“) ist ein Fluss auf der Halbinsel Kola in der Oblast Murmansk in Russland. 
Das Einzugsgebiet umfasst 1700 km², der mittlere Abfluss 29,9 m³/s. Der Fluss hat seinen Ursprung etwa 50 km östlich des Sees Lowosero. Er fließt in nördlicher Richtung und mündet in die Barentssee, 200 km östlich von Murmansk.
Im Fluss wird in den Sommermonaten Atlantischer Lachs gefangen.